# Élie Gesbert
Élie Gesbert (Saint-Brieuc, 1 de julho de 1995) é um ciclista francês, membro da equipa Arkéa Samsic desde 2016. Destacou por sua vitória no Tour de l'Avenir depois de uma longa escapada em solitário.

## Palmarés
2015
- 1 etapa do Tour de l'Avenir

2016
- 1 etapa da Ronde d'Isard

2017
- 1 etapa do Tour de Bretanha
- 1 etapa do Tour de Limusino

## Resultados nas Grandes Voltas
Durante a sua carreira desportiva tem conseguido os seguintes postos nas Grandes Voltas.
| Carreira        | 2016 | 2017 | 2018 | 2019 |
| --------------- | ---- | ---- | ---- | ---- |
| Giro d'Italia   | -    | -    | -    | -    |
| Tour de France  | -    | 85º  | 86º  | 78º  |
| Volta a Espanha | -    | -    | -    | -    |

-: não participa 

Ab.: abandono 